# FIVB World Tour 1991/92
Die FIVB World Tour 1991/92 bestand aus sieben Veranstaltungen. Neue Gastgeber der Beachvolleyball-Turnierserie wurden Australien und Spanien.

## Turniere

### Sydney
| Platz | Team                                      |
| ----- | ----------------------------------------- |
| 1     | Sinjin Smith / Randy Stoklos              |
| 2     | André Lima / Guilherme Marques            |
| 3     | Roberto Lopes / Franco Neto               |
| 4     | Jean-Philippe Jodard / Christian Penigaud |
| 5     | Roger Clark / Wally Goodrick              |
| 6     | Andrea Ghiurghi / Dionisio Lequaglie      |
| 7     | Andy Burdin / Julien Prosser              |
| 8     | Nicola Grigolo / Riccardo Marchiori       |

Vom 14. bis zum 17. März 1991 machte die FIVB World Tour zum ersten Mal in Australien Station. Sinjin Smith und Randy Stoklos gewannen ihr zweites Turnier in Folge und verwiesen die Brasilianer André Lima/Guilherme auf den Silberrang. Deren Landsleute Roberto Lopes und Franco gewannen die Bronzemedaille, bestes europäisches Team wurden die Franzosen Jodard und Penigaud auf dem vierten Platz. Hinter den US-Amerikanern Clark/Goodrick und den Italienern Lequaglie/Ghiurghi erreichten Burdin und Prosser als bestes australisches Team den sechsten Platz.

### Yokohama
| Platz | Team                                      |
| ----- | ----------------------------------------- |
| 1     | Al Janc / Tim Walmer                      |
| 2     | André Lima / Guilherme Marques            |
| 3     | Andy Burdin / Julien Prosser              |
| 4     | Gianni Mascagna / Marco Solustri          |
| 5     | Jean-Philippe Jodard / Christian Penigaud |
| 6     | Yasunori Kumada / Eizaburo Mitsuhashi     |
| 7     | Manuel Berenguel / Jose Yuste             |
| 8     | Yasumasu Tanaka / Kazufumi Yamamoto       |

Die Japan Open fanden vom 20. bis zum 21. Juli statt. In zwei Turniertagen spielten acht Teilnehmerteams aus sieben Nationen um ein Preisgeld von insgesamt 50.000 US-Dollar, wovon die Sieger Al Janc und Tim Walmer aus den Vereinigten Staaten 12.000 US-Dollar erhielten. Die zweitplatzierten von Sydney André Lima und Guilherme gewannen auch die Silbermedaille in Asien, die Bronzemedaille ging an die Australier Andy Burdin und Julien Prosser, gefolgt von den Italienern Gianni Mascagna und Marco Solustri sowie den Franzosen Jean-Philippe Jodard und Christian Penigaud auf den Plätzen vier und fünf. Das erfolgreichere Team aus dem Land des Gastgebers Yasunori Kumada und Eizaburo Mitsuhashi belegte den sechsten Platz, die Spanier Manuel Berenguel und Jose Yuste wurden Siebte und das zweite japanische Duo Yasumasu Tanaka und Kazufumi Yamamoto erhielt als Achter noch 2000 US-Dollar Preisgeld.

### Cap d’Agde
| Platz | Team                                      |
| ----- | ----------------------------------------- |
| 1     | John Eddo / Leif Hanson                   |
| 2     | Andrea Ghiurghi / Dionisio Lequaglie      |
| 3     | André Lima / Guilherme Marques            |
| 4     | Jean-Philippe Jodard / Christian Penigaud |
| 5     | Jan Kvalheim / Bjørn Maaseide             |
| 6     | Jean Gaston / Olivier Rossard             |
| 7     | Andy Burdin / Julien Prosser              |
| 8     | Burkhard Sude / Christian Voss            |

Die French Open fanden vom 25. bis 28. Juli 1991 statt. 21 Beachpaare waren am Start, darunter zwei deutsches Teams. Burkard Sude und Christian Voss wurde Achte, während Kuchenhoff und Schweigler den zwölften Platz belegten. Insgesamt wurden 50.000 US-Dollar ausgeschüttet. Vier teilnehmende Teams kamen aus dem Gastgeberland, drei aus Italien, je zwei aus den Vereinigten Staaten, Brasilien und Australien. Die restlichen Teilnehmer waren aus Österreich, der Schweiz, Spanien, Dänemark, Norwegen und Russland.

Sieger wurden die US-Amerikaner John Eddo und Leif Hanson vor den Italienern Andrea Ghiurghi und Dio Lequaglie, den dritten Platz erreichte mit André Lima und Guilherme Marques ein brasilianisches Paar. Bestes Duo aus dem Land des Gastgebers wurden Jean-Philippe Jodard und Christian Penigaud auf dem vierten Platz. Hinter den Norwegern Bjorn Maseide und Jan Kvalheim, der im Vorjahr in Sète noch mit einem Franzosen gestartet war, belegte mit Gaston/Rossard ein weiteres Duo aus Frankreich den sechsten Platz.

### Cattolica
| Platz | Team                                      |
| ----- | ----------------------------------------- |
| 1     | Sinjin Smith / Randy Stoklos              |
| 2     | John Eddo / Leif Hanson                   |
| 3     | André Lima / Guilherme Marques            |
| 4     | Gianni Mascagna / Marco Solustri          |
| 5     | Jean-Philippe Jodard / Christian Penigaud |
| 6     | John Child / Eddie Drakic                 |
| 7     | Anthony Curci / Bill Suwara               |
| 8     | Franco Bertoli / Fabio Fullo              |

Die Italian Open starteten am 29. Juli und endeten am 4. August 1991. 29 Beachpaare bedeuteten die bisher größte Teilnehmerzahl bei einem FIVB Turnier. Das Preisgeld lag mit 50.000 US-Dollar auf dem Niveau des Vorjahres, je 6000 Dollar erhielten davon die US-amerikanischen Goldmedaillengewinner Sinjin Smith und Randy Stoklos. Zweite wurden ihre Landsleute John Eddo und Leif Hanson, den dritten Platz belegten die Brasilianer André Lima und Guilherme. Die Italiener Gianni Mascagna und Marco Solustri wurden auf dem vierten Platz beste Europäer vor den Franzosen Jean-Philippe Jodard und Christian Penigaud.

### Almería
| Platz | Team                                      |
| ----- | ----------------------------------------- |
| 1     | Jean-Philippe Jodard / Christian Penigaud |
| 2     | Marlos / Tullio                           |
| 3     | André Lima / Guilherme Marques            |
| 4     | Eduardo Garrido / Roberto Moreira         |
| 5     | John Eddo / Leif Hanson                   |
| 6     | Sixto Jiménez / Benjamin Vicedo           |
| 7     | Andrea Ghiurghi / Dionisio Lequaglie      |
| 8     | Hauke Braack / Frank Mackerodt            |

Bei den ersten Spain Open, die vom 7. bis zum 11. August stattfanden, konnte zum ersten Mal ein europäisches Beachpaar die Goldmedaille gewinnen. Die Franzosen Jean-Philippe Jodard und Christian Penigaud setzten sich gegen Marlos Cogo und Marco Tullio durch. Den Bronzerang erreichte mit André Lima und Guilherme Marques ein weiteres brasilianisches Duo, dass seine Landsleute Eduardo Garrido und Roberto Moreira auf den vierten Platz verwies. Fünfte wurden die besten US-Amerikaner John Eddo und Leif Hanson vor den besten Spaniern Sixto Jimenez und Benjamin Vicedo. Hinter den Italienern Andrea Ghiurghi und Dio Lequaglie belegten die Deutschen Hauke Braack und Frank Mackerodt den achten Platz. Wie in Cattolica waren 29 Beachpaare am Start, wie auch in Italien betrug das Preisgeld insgesamt 50.000 US-Dollar.

### Sydney
| Platz | Team                                      |
| ----- | ----------------------------------------- |
| 1     | Sinjin Smith / Randy Stoklos              |
| 2     | André Lima / Guilherme Marques            |
| 3     | Roberto Lopes / Franco Neto               |
| 4     | Andy Burdin / Julien Prosser              |
| 5     | George Carey / Anthony Curci              |
| 6     | Jean-Philippe Jodard / Christian Penigaud |
| 7     | Paul Smith / Bruce Surman                 |
| 8     | Andrea Ghiurghi / Dionisio Lequaglie      |

Das erste Turnier im neuen Jahr und die vorletzte Veranstaltung der Saison 1991/92 fand wie die erste in der größten Stadt Australiens statt. 18 Teams bewarben sich vom 15. bis zum 19. Januar 1992 um 50.000 US-Dollar Preisgeld. Sieger wurden wie schon im Vorjahr Smith und Stoklos vor Andrè Lima und Guilherme. Deren Landsleute Lopes und Neto verwiesen das stärkste Duo aus dem Gastgeberland auf den vierten Platz. Hinter Andy Burdin und Julien Prosser und den US-Amerikanern George Carey und Anthony Curci belegten die Gewinner von Almería als beste Europäer den sechsten Rang. Das zweitbeste australische Team Paul Smith und Bruce Surman wurde Siebter vor den besten Italienern Andrea Ghiurghi und Dio Lequaglie.

### Rio de Janeiro
| Platz | Team                              |
| ----- | --------------------------------- |
| 1     | Sinjin Smith / Randy Stoklos      |
| 2     | Paulão Moreira / Paulo Emilio     |
| 3     | Eduardo Garrido / Roberto Moreira |
| 4     | Anjinho Bacil / Nilo              |
| 5     | Dennys Paredes / Zé Marco de Melo |
| 6     | André Lima / Guilherme Marques    |
| 7     | Andy Burdin / Julien Prosser      |
| 8     | Roberto Lopes / Franco Neto       |

Den Abschluss der World Series bildete wie schon in den Vorjahren das Turnier in Rio, das diesmal vom 19. bis 23. Februar 1992 veranstaltet wurde. 24 Teilnehmerpaare kämpften um den Sieg bei den Brazil Open und um 100.000 US-Dollar Preisgeld. Das war bis zu diesem Zeitpunkt die höchste Summe, die je bei einem FIVB Turnier ausgeschüttet wurde. Sinjin Smith und Randy Stoklos gewannen zum vierten Mal in Folge das Turnier am Zuckerhut, bekamen dafür je 12.000 US-Dollar und verwiesen die drei brasilianischen Duos Paulão Moreira und Paulo Emilio Silva, Eduardo Garrido und Roberto Moreira, Eduardo "Anjinho" Bacil und Nilo Chavarry auf die Plätze zwei bis vier sowie deren Landsleute Ze Marco de Melo/Dennys Paredes und Andrè Lima/Guilherme Marques auf den geteilten fünften Platz.

## Auszeichnungen
| FIVB Tour Champion | Randy Stoklos / Sinjin Smith |